# (525462) 2005 EO304
(525462) 2005 EO304 est un objet transneptunien de magnitude absolue 6,19. Son diamètre est estimé à 152 km.

## Satellite
Une satellite, de désignation provisoire S/2005 (525462) 1 a été découverte également en 2005, son diamètre serait d'environ 78 km.